# Yan Junling
Yan Junling (chiń. 颜骏凌, ur. 28 stycznia 1991 w Szanghaju) – chiński piłkarz grający na pozycji bramkarza. Od 2007 jest zawodnikiem klubu Shanghai SIPG.

## Kariera piłkarska
Swoją karierę piłkarską Yan Junling rozpoczął w akademii piłkarskiej o nazwie Genbao Footall Academy. W 2007 roku przeszedł do klubu Shanghai Dongya, który w 2015 roku zmienił nazwę na Shanghai SIPG. W tamtym roku zadebiutował w jego barwach w rozgrywkach League Two i na koniec roku sięgnął po tytuł mistrza League Two oraz awansował z Shanghai Dongya do League One. Z kolei w 2012 roku wywalczył ze swoim klubem mistrzostwo League One i wywalczył tym samym awans do Super League. W Super League swój debiut zaliczył 8 marca 2013 w przegranym 1:4 wyjazdowym meczu z Beijing Guo’an. W sezonie 2015 wywalczył wicemistrzostwo Chin.
| Sezon | Klub            | Kraj  | Rozgrywki    | Mecze | Gole |
| ----- | --------------- | ----- | ------------ | ----- | ---- |
| 2007  | Shanghai Dongya | Chiny | League Two   | 1     | 0    |
| 2008  | Shanghai Dongya | Chiny | League One   | 2     | 0    |
| 2009  | Shanghai Dongya | Chiny | League One   | 6     | 0    |
| 2010  | Shanghai Dongya | Chiny | League One   | 10    | 0    |
| 2011  | Shanghai Dongya | Chiny | League One   | 18    | 0    |
| 2012  | Shanghai Dongya | Chiny | League One   | 24    | 0    |
| 2013  | Shanghai Dongya | Chiny | Super League | 23    | 0    |
| 2014  | Shanghai Dongya | Chiny | Super League | 30    | 0    |
| 2015  | Shanghai SIPG   | Chiny | Super League | 30    | 0    |
| 2016  | Shanghai SIPG   | Chiny | Super League |       |      |

## Kariera reprezentacyjna
W reprezentacji Chin Yan Junling zadebiutował 27 marca 2015 roku w zremisowanym 2:2 towarzyskim meczu z Haiti. W 2015 roku został powołany do kadry Chin na Puchar Azji 2015. Był na nim rezerwowym bramkarzem i nie rozegrał żadnego meczu.